# Dendrocerus dauricus
Dendrocerus dauricus är en stekelart som först beskrevs av Chumakova 1956.  Dendrocerus dauricus ingår i släktet Dendrocerus och familjen trefåresteklar. Inga underarter finns listade i Catalogue of Life.